# ミクロの決死圏
『ミクロの決死圏』（ミクロのけっしけん、原題: Fantastic Voyage）は、1966年公開のアメリカのSF映画。

## 概要
冒険映画的な邦題に対し、原題の｢幻想的航海｣に則って人体の内部表現は写実的というよりは、ファンタジータッチである。斬新な発想とSFプロット、スパイアクション仕立ての導入部、潜航艇内で何者かによる妨害工作が続きチーム内に敵のスパイがいるのではないかと互いに疑心暗鬼になる密室劇的要素、次々と起こる不測の事態の克服といったサスペンス要素から、肉体派女優として一世を風靡したラクエル・ウェルチの体にぴったりと貼り付くウェットスーツを着せるといった演出まで、幅広い要素を散りばめた作品である。
一方で、映画の最後に字幕で記されているとおり、将来の医療・科学の進歩を予想して当時研究されていた技術やアイデアを作品内に取り入れており、例えばレーザーによる縫合など、映画に登場したものとは方向性が大きく違うにせよ、後年に実現、発展した例も見受けられる。また、言うまでも無い事だが、「軍事作戦」としての「Operation（作戦）」と、「外科手術」としての「Operation（手術）」を掛けてあり、階段教室ならぬ、オペレーション・ルームから、軍医たちによるモニターのもと、この「作戦（手術）」は進行される。この技術が確立されると、「数個師団をポケットに入れて持ち運べる」とか、「微細手術」を行なうプローブとなる潜航艇の、「縮小手続き」の丁寧な描写に、西洋近代科学技術のもつ「スケール感（観）」が、象徴的に言及されており、この映画の「科学教育効果」にも大変高いものがある。
本作は人体内部の造形や、その中を潜航艇で航行する特撮で、アカデミー美術賞および視覚効果賞を受賞した。その他、撮影賞・音響賞・編集賞にもノミネートされている。特殊潜航艇プロテウス号のデザインは、ハーパー・ゴフが担当している。

## あらすじ
物質をミクロ化する技術が研究されていたが、ミクロ化は1時間が限界でそれを越えると元に戻ってしまう。アメリカは、この限界を克服する技術を開発した東側の科学者ベネシュを亡命させる。情報員グラントの手引きにより、ベネシュを乗せた飛行機は無事にアメリカに到着したが、飛行場からの移送途中に敵側の自動車自爆攻撃を受けたベネシュは脳内出血を起こし意識不明となる。このままではベネシュは死亡し、ミクロ化の時間延長の技術は失われてしまう。ベネシュの命を救うには、医療チームを乗せた潜航艇をミクロ化して体内に送り込み、脳の内部から治療するしかない。
潜航艇「プロテウス号」は原子炉を動力源にしている。これに医療チームを乗せてミクロサイズに縮小し、血管を通って脳に達する方法がとられることになった。一行は、手術を担当するデュヴァル博士、その助手のコーラ、指揮をとるマイケルズ博士、通信担当のグラント、潜航艇の設計者で操縦士のオウェンス大佐の5人である。ベネシュの脳にある血腫は、レーザーで焼き切る。プロテウス号は第一段階で1インチ程度まで縮小された。第二段階では巨大な注射器に入れられ、注射器ごと縮小された。標準サイズになった注射器が手術室に横たわるベネシュの頸動脈に刺され、プロテウス号は血管に注入された。プロテウス号の位置は、原子炉から出る放射線を検知して追跡される。1時間のカウントダウンも開始された。一行は、血管内を流れる血球の神秘さに目を見張った。脳までは楽な航行と思えたが、その途中には検査で発見できなかった動脈と静脈の癒着部分が待っていた。交通事故のときにできたようだ。プロテウス号は静脈側に押し流され心臓に向かった。心臓に入れば、その拍動でプロテウス号は破壊されてしまう。
心臓を一時的に止め、その間に通過する計画が立てられた。プロテウス号の乗員には大砲を撃つような音が近づいてくる中、電気ショックで拍動が止められた。全速力で通過するプロテウス号。そして拍動が再び聞こえだした。プロテウス号は無事に肺動脈に入り、肺に向かった。途中でタンクが破損し酸素が漏れたので、補給しなければならない。オーウェンス大佐以外の4名がプロテウス号の外に出ることになったが、船外活動用の機材を取り出していたグラントが、コーラがベルトで固定していたはずのレーザー銃がなぜか外れていることに気づく。グラントはレーザー銃がしっかりと固定していたのかコーラに詰問するが、喫緊の問題である空気不足を解消すべく、艇外で作業を開始する。ゆっくりとしたベネシュの呼吸も、ミクロサイズの人間には大暴風に思えるなか、肺胞の外にホースを出して空気を補充することができた。船内に戻った一行がレーザー銃をチェックすると、内部の針金が切れていてトランジスターも壊れていたことが判る。部品があれば修理できるというデュヴァル博士に、グラントは無線機から取り外した部品を手渡した。これで無線機は文字通り「無線」となり、プロテウス号は外部と通信できなくなった。
プロテウス号が内耳に入ったとき、原子炉の冷却水取り入れ口や排水口に何かが詰まり、それを取り除かねばならなかった。乗員たちが艇外に出て作業を始める。手術室内では決して音をたてないように指示が出された。しかし看護師が誤って鋏を落としてしまい、内耳には金属の轟音が響きわたり、プロテウス号はリンパ液の流れに翻弄された。艇外で作業していたコーラは、これに流されて内耳組織にぶつかり傷つけてしまう。傷を修復するため集まってきた血小板に攻撃されて、身体を締め付けられ窒息寸前だ。艇内に運び込まれたコーラに付いている血小板を、皆で剥がして彼女は助かった。
脳の患部に到着した一行は、デュヴァル博士と助手コーラ、手伝いのグラントが艇外に出て手術を行った。レーザーが当たった血腫は次々に溶けてゆき、神経細胞の活動レベルが上がっていく。手術は成功だ。その頃、プロテウス号の内部ではマイケルズ博士が、ハッチに水漏れがあると言ってオーウェンス大佐を操縦席からおびき寄せ、降りてきたオーウェンス大佐の頭を殴り気絶させた。
無事作業を終えたデュヴァル博士たち。そこにマイケルズ博士に乗っ取られたプロテウス号が、全速でデュヴァル博士たちの方へ向かってきた。それに気づいたグラントは、レーザー銃をデュヴァル博士からもぎ取り、プロテウス号めがけて発射した。プロテウス号は方向を変えて、体内組織にぶつかった。すぐに白血球が集まり、プロテウス号に取り付いていく。グラントたちはオーウェンス大佐は救出できたが、マイケルズ博士は操縦席に挟まれていて動かすことができない。既に白血球たちはプロテウス号の半分を溶かしていた。残り時間もあと少しだ。白血球に捕まってしまったマイケルズ博士を除いた一行は、最短の脱出口である眼球を目指して泳いだ。艇の動きをモニターしていたチームも、脳内から動かないプロテウス号を不思議がっていた。そしてその像は、放射性物質の残りカスで、人間たちは別の場所にいるのではとカーター将軍は考えた。リード大佐が拡大鏡を持ってベネシュに近づき、瞼をめくってのぞいた。そこには涙の海に翻弄される人間たちの姿があった。スライドガラスに涙が載せられ、実験設備の中央に置かれた。少しずつ大きくなる4人の姿。時間切れ8秒前でミッションは完了した。

## 登場人物
グラント Charles Grant
演 - スティーヴン・ボイド
通信・護衛担当。情報部員。戦時中は潜水部隊に所属。ベネシュの亡命を助けた。
コーラ・ピーターソン Cora Peterson
演 - ラクエル・ウェルチ
執刀医デュヴァルの助手。
カーター将軍 General Carter
演 - エドモンド・オブライエン
作戦の総責任者。
マイケルズ博士 Dr. Michaels
演 - ドナルド・プレザンス
医療部長。スパイの疑いがあるデュヴァルの動きを監視。
ドナルド・リード大佐 Colonel Donald Reid
演 - アーサー・オコンネル
作戦主任。医師。
ビル・オーウェンス海軍大佐 Captain Bill Owens
演 - ウィリアム・レッドフィールド
潜航艇の開発者。艦長で操縦士。
デュヴァル博士 Dr. Peter Duval
演 - アーサー・ケネディ
執刀医。米国きっての優秀な外科医。スパイの疑いがかけられている。
ヤン・ベネシュ博士 Dr. Jan Benes
演 - ジーン・デル・ヴァル
東側の科学者。ミクロ化の限界を越える技術を開発した。

## キャスト
| 役名                       | 俳優                           | 日本語吹替                     | 日本語吹替                           | 日本語吹替                     | 日本語吹替                                                     |
| 役名                       | 俳優                           | 東京12ch版                     | フジテレビ版                         | テレビ朝日旧版                 | テレビ朝日新版                                                 |
| -------------------------- | ------------------------------ | ------------------------------ | ------------------------------------ | ------------------------------ | -------------------------------------------------------------- |
| グラント                   | スティーヴン・ボイド           | 広川太一郎                     | 井上孝雄                             | 内海賢二                       | 菅生隆之                                                       |
| コーラ・ピーターソン       | ラクエル・ウェルチ             | 鈴木弘子                       | 北島マヤ                             | 武藤礼子                       | 佐々木優子                                                     |
| カーター将軍               | エドモンド・オブライエン       | 早野寿郎                       | 島宇志夫                             | 金井大                         | 石田太郎                                                       |
| デュヴァル博士             | アーサー・ケネディ             | 富田耕生                       | 高橋昌也                             | 鈴木瑞穂                       | 羽佐間道夫                                                     |
| マイケルズ博士             | ドナルド・プレザンス           | 宮内幸平                       | 川辺久造                             | 島宇志夫                       | 緒方賢一                                                       |
| ビル・オーウェンス海軍大佐 | ウィリアム・レッドフィールド   | 仁内建之                       | 堀勝之祐                             | 仲村秀生                       | 牛山茂                                                         |
| ドナルド・リード大佐       | アーサー・オコンネル           | 大木民夫                       | 宮川洋一                             | 大木民夫                       | 塚田正昭                                                       |
| ヤン・ベネシュ博士         | ジーン・デル・ヴァル           |                                | 糸博                                 | 杉田俊也                       |                                                                |
| シークレットサービス       | ケン・スコット                 |                                | 仲木隆司                             |                                |                                                                |
| 交信員                     | バリー・コー                   |                                | 野島昭生                             |                                |                                                                |
| 看護婦                     | シェルビー・グラント           |                                | 芝田清子                             |                                | 叶木翔子                                                       |
| 技術者                     | ジェームズ・ブローリン         |                                |                                      |                                |                                                                |
| 通信士                     | ブレンダン・フィッツジェラルド |                                |                                      |                                |                                                                |
| その他                     | N/A                            |                                | 平林尚三                             |                                | 高宮俊介 幹本雄之 岩田安生 長島雄一 中田和宏 佐藤祐四 田中正彦 |
| 日本語版制作スタッフ       |                                |                                |                                      |                                |                                                                |
| 演出                       | 演出                           |                                | 田島荘三                             | 春日正伸                       | 蕨南勝之                                                       |
| 翻訳                       | 翻訳                           |                                | 山田実                               | 山田実                         | 平田勝茂                                                       |
| 効果                       | 効果                           |                                | スリーサウンド                       | PAG                            | リレーション                                                   |
| 調整                       | 調整                           |                                | 遠西勝三                             |                                | 荒井孝                                                         |
| 制作                       | 制作                           |                                | コスモプロモーション                 | 日米通信社                     | 東北新社                                                       |
| 解説                       | 解説                           | 南俊子                         | 高島忠夫                             | 淀川長治                       | 淀川長治                                                       |
| 初回放送                   | 初回放送                       | 1973年10月4日 『木曜洋画劇場』 | 1979年6月29日 『ゴールデン洋画劇場』 | 1980年6月15日 『日曜洋画劇場』 | 1994年5月29日 『日曜洋画劇場』                                 |

DVD・Blu-rayにはテレビ朝日新版を収録（正味約93分）。

## 小説
後に、この映画の脚本を元にアイザック・アシモフが小説化している。映画では説明されなかった「縮小されていない空気分子をミクロ世界に取り込んでも役に立たない」「体内に残された潜航艇が復元すれば結局台無し」といった疑問点もアシモフらしく巧く処理されている。1987年にはオリジナルの続編『ミクロの決死圏 2 - 目的地は脳（Fantastic Voyage II: Destination Brain）』を著している。
- アイザック・アシモフ 著、高橋泰邦 訳『ミクロ潜航作戦』早川書房〈ハヤカワ・SF・シリーズ3144〉、1967年5月。
- アイザック・アシモフ 著、高橋泰邦 訳『ミクロの決死圏』早川書房〈ハヤカワ文庫SF〉、1974年4月。ISBN 9784150100230。
- アイザック・アシモフ 著、浅倉久志 訳『ミクロの決死圏2 - 目的地は脳 - （上）』早川書房〈ハヤカワ文庫SF〉、1999年3月31日。ISBN 9784150112653。
- アイザック・アシモフ 著、浅倉久志 訳『ミクロの決死圏2 - 目的地は脳 - （下）』早川書房〈ハヤカワ文庫SF〉、1999年3月31日。ISBN 9784150112660。

## 関連作品

### 単発作品
- 『インナースペース』 - 「ミクロ化した潜航艇が人体に」というプロットで1987年に作られた。こちらも人体の様々な器官の描写に工夫が凝らされ、同年度のアカデミー視覚効果賞を受賞している。
- 『バイオアタック』 - 1983年にタイトーよりリリースされたアーケード用シューティングゲーム。ミクロ化した自機が患者の体内に入り体の各部を治療していく。FOX VIDEO GAMES（当時の20世紀フォックスの傘下）のライセンスを受けている。
- リメイク企画 - ジェームズ・キャメロン製作・ローランド・エメリッヒの監督で進行中。公開時期は未定。
- 『初春夢の宝船』 - 本作品に触発された遠藤周作のパロディ短編小説。ミクロ化して手術を行なうのは本作品と同様であるが、手術成功後に祝杯を上げて「酒酔い運転」のため潜航艇が大腸に迷い込み、女性患者（吉永小百合の姪という設定）を片想いする医師を含むスタッフが止むを得ず大腸壁を刺激して患者を放屁させ体外に脱出、そのような汚い目に遭いながらも彼の患者に対する想いは変わらなかったというオチ。1973年出版の『ユーモア第二小説集』（講談社）に収録。

### 連続シリーズの1エピソード
- 『ウルトラセブン』 - 第31話「悪魔の住む花」では、ミクロ化したセブンが人間の体内で宇宙細菌ダリーと戦闘を行う。この宇宙細菌に侵されて意識不明になる少女役は、子役時代の松坂慶子が演じた。
- 『カバトット』 - 体調不良のカバをトットが調べると、カバそっくりのミクロサイズの細菌?が暴れまわっていたため、トットが自らをミクロ化して体内まで駆除に出向くエピソードがある。
- 『こちら葛飾区亀有公園前派出所』 - 両津勘吉が魔法でミクロサイズにされた時、麗子にからかわれて怒り、麗子の服の中に潜り込もうとしながら「ミクロの決死圏だぞ」と言うエピソードがある。
- 『ドラえもん』 - 藤子・F・不二雄は本作と全く同じ物語を構想していて、本作を観た時、先に発表しなかった事を大変悔しがったという。しかしのび太とドラえもんがスモールライトの使用により、母親の大切な宝石を誤飲してしまったしずかの体内に乗った潜水艇（この潜水艇自体も、ワープ先の液体の量に合わせて元に戻ったり縮んだり出来る）ごと錠剤化して入ってゆくエピソードや、体内の不調を訴えたドラえもんの中に、のび太が潜入して問題を解決するエピソードがあり、いずれもパロディという形でそのアイデアを生かしている。
- 『鉄腕アトム』 - TV放映が原作よりも先行してシナリオ切れを起こしていたため、手塚が1948年に発表した漫画『吸血魔団』をアニメ用にリライト、1964年9月に「細菌部隊」という副題で放映した。その後『鉄腕アトム』の権利を買い上げ『アストロボーイ』を一括管理していたNBCに20世紀FOXが、シリーズ中の1話を映画シナリオにしたい旨を手紙で打診し、NBC側はそのエピソードのシナリオを手塚の連絡先も添え、20世紀FOXに送る。しかし20世紀FOXから何の連絡も無く、数年経ってから『ミクロの決死圏』が公開された。手塚は自著『ぼくはマンガ家』でこの件に触れ、「腹も立ったが、お互い様」と割り切っている。
- 『ポールのミラクル大作戦』 - 第32話「魔の細菌世界」では、主人公たちが毎週冒険に行く不思議な世界において、犬の体内で血液と細菌の優劣が入れ替わっており、大脳のとりでに籠城して戦う。

### 毎回人体への突入を行う作品
- 『ワンダービートS』 - 特殊艇を縮小して体内からの医療行為をおこなう話で、手塚が企画監修している。
- 『救命戦士ナノセイバー』 - 登場人物がナノマシンに乗って体内からの医療行為を行うこととなっており、アニメと実写を切り替える演出がされている。
- 『ミクロ決死隊』 - アメリカで1968年に放送されたアニメ化作品だが、潜航艇を縮小するというコンセプト以外は映画とは全く異なる内容になっている（今で言う「リブート」、但し原題は同じ " Fantastic Voyage " で、しかもミクロ化技術の研究機関の名称も原典と同じ C.M.D.F.〔Combined Miniature Defense Force〕である）。日本でも1972年に放送され、キャラクター名に「ミスター・ネンリキ」などの独自の翻訳が加えられた。

## その他
- 日本で本作が紹介される際「サルバドール・ダリが美術を担当」と記述される場合が多いが、これは映画公開の前年・1965年に作成された同名のリトグラフ「Fantastic Voyage」と混同された事に伴う誤りであり、実際にはダリは映画には全く関わっていない。それにも関わらず、日本においては専門書の多くにその記述が見られ、スタッフロールを見れば一目瞭然であるにもかかわらず、そうした誤情報が広まっていた。
- 製作された当時は、まだ電卓も発売されておらず、映画の中の科学者は計算尺で計算していた。